# قابق
قابق منطقة فلاحية بالدرجة الأولى ولقد استقر بها السكان منذ القدم لقربها من مدينة قصر الحيران إحدى حواضر ولاية الأغواط إذ تبعد عنها ب 12 كيلومتر.
تبعد عن بلدية الأغواط بحوالي 45 كم وبلدية العسافية حوالي 30 كم.
كما أنها تبعد عن بلدية سد رحال التابعة إداريا لولاية الجلفة حوالي 15 كم.

## الموقع الجغرافي
تقع بين بلديتي العسافية وقصر الحيران على الضفة الشمالية لوادي امزي حين يغير اتجاهه من الغرب نتجها نحو الشرق.

## التاريخ
شهدت إحدى المعارك الطاحنة اثناء ثورة التحرير الجزائرية وذلك يوم 24 ماي 1959.

## التنمية
يفتقر سكان القرية لمظاهر التنمية، لكن مؤخرا بدأت السلطات المحلية تولي شيئا من الاهتمام للمنطقة. ،